# Fissidens sublineaefolius
Fissidens sublineaefolius är en bladmossart som beskrevs av Bruggeman-nannenga 1982. Fissidens sublineaefolius ingår i släktet fickmossor, och familjen Fissidentaceae. Inga underarter finns listade i Catalogue of Life.